# Rătești (gmina)
Rătești – gmina w Rumunii, w okręgu Ardżesz. Obejmuje miejscowości Ciupa-Mănciulescu, Furduești, Mavrodolu, Nejlovelu, Pătuleni, Rătești i Tigveni. W 2011 roku liczyła 3166 mieszkańców.